# Condado de San Miguel (Nuevo México)

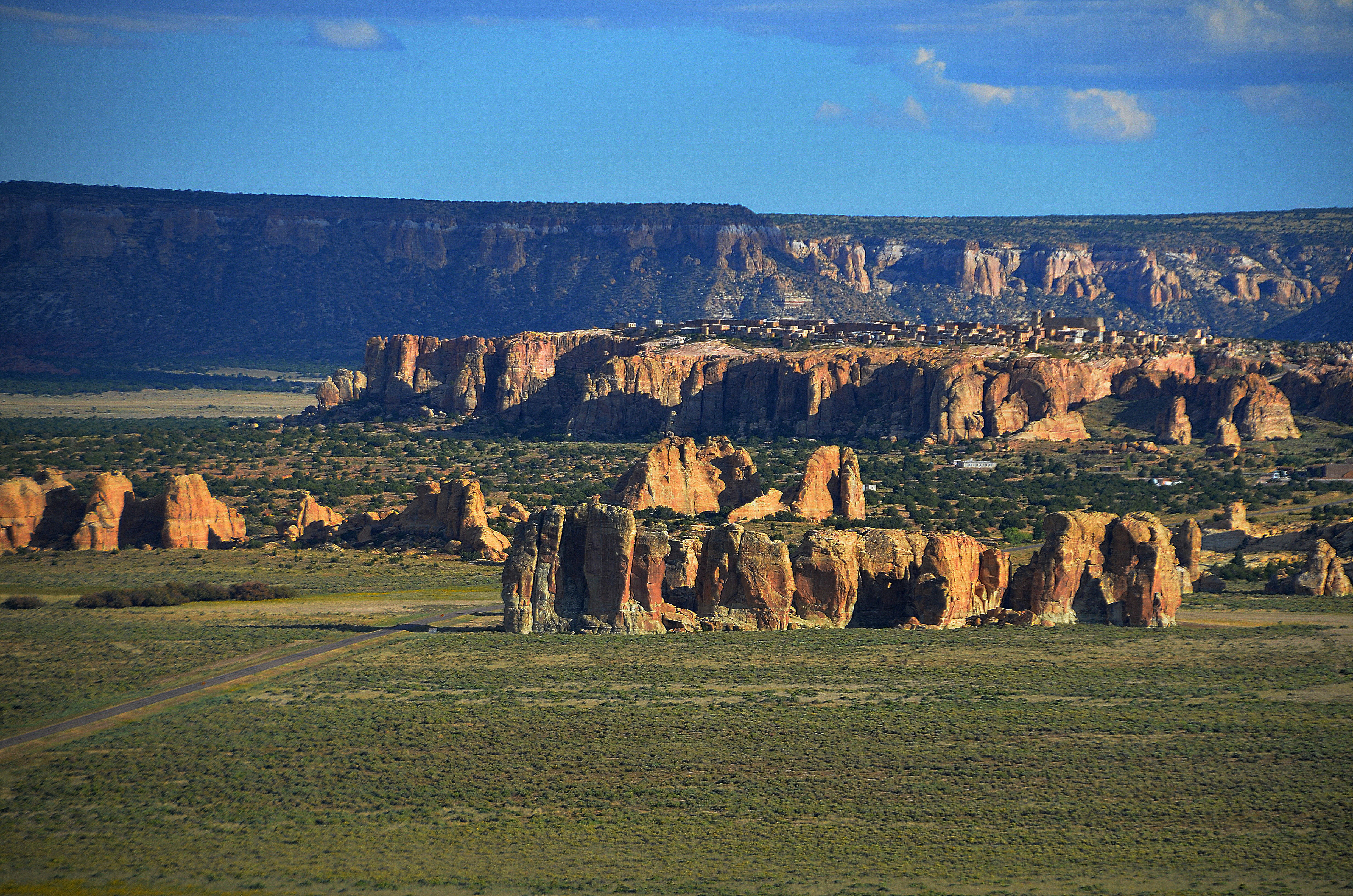
Condado de San Miguel (Nuevo México)

El condado de San Miguel es uno de los 33 condados del estado estadounidense de Nuevo México. La sede del condado es Las Vegas, al igual que su mayor ciudad. El condado tiene un área de 12.265 km² (de los cuales 48 km² están cubiertos por agua), y una población de 30.126 habitantes, para una densidad de población de 2 hab/km² (según censo nacional de 2000). Este condado fue fundado en 1852.

## Evolución demográfica
A continuación se presenta una tabla que muestra la evolución de la población entre 1900 y 1990
| Año        | 1900  | 1910  | 1920  | 1930  | 1940  | 1950  | 1960  | 1970  | 1980  | 1990  |
| ---------- | ----- | ----- | ----- | ----- | ----- | ----- | ----- | ----- | ----- | ----- |
| Habitantes | 22053 | 22930 | 22867 | 23636 | 27910 | 26512 | 23468 | 21951 | 22751 | 25743 |